# 鳴海信輔
鳴海 信輔（なるみ しんすけ、1912年（明治45年） - 没年不詳）は昭和期の歌手。

## 経歴
青森県弘前市出身。1912年、弘前市内の百石町の筋にあった呉服屋「久一鳴海」の家に生まれる。
父は鳴海伝次郎。母はヒサ。長兄は鳴海順一郎。
東洋音楽学校卒業後、1942年（昭和17年）デビュー。同年発売した「空の神兵」（梅木三郎作詞、高木東六作曲）が大ヒットする。
翌年、「戦友の遺骨を抱いて」のビクターレコード版を吹き込む（この曲は各社競作）。戦後は作曲活動などを行う。
戦後、（甥である筆者の父の弁によると）軽薄化していく芸能界に嫌気が差したらしく、表立った音楽活動よりも加藤登紀子やにしきのあきらといった、他の歌手の歌唱指導を主としていた。